# Cheikh Fall
Pour les articles homonymes, voir Cheikh Fall (expert numérique) et Fall.
Cheikh Amadou Fall, né le 7 février 1946, à Dakar, au Sénégal et mort le 19 juin 2008, à Dakar, au Sénégal, est un ancien joueur sénégalais de basket-ball.

## Palmarès
- Champion d'Afrique 1968[1]
- Finaliste du championnat d'Afrique 1970